# Zbrzyca (Nowosiółki)
Zbrzyca (kaszb. Zbrzëca) – część kolonii Nowosiółki w Polsce, położona w województwie pomorskim, w powiecie człuchowskim, w gminie Człuchów. Wchodzi w skład sołectwa Kołdowo.
W latach 1975–1998 Zbrzyca administracyjnie należała do województwa słupskiego.